# Courtland (Minnesota)
Courtland – miasto w Stanach Zjednoczonych, w stanie Minnesota, w hrabstwie Nicollet.